# Златогорський Олексій Євгенович
Златогорський Олексій Євгенович (нар. 14 жовтня 1977, Луцьк) — директор ДП «Волинські старожитності», український історик, археолог, автор десятків наукових та науково-популярних праць, громадський діяч, волонтер, учасник гуманітарної місії "Чорний тюльпан" на Сході України.

## Біографія
Народився 14 жовтня 1977 року у Луцьку Волинської області. У 1999 році закінчив історичний факультет ВДУ імені Лесі Українки, отримав кваліфікацію історика, викладача історії.
Упродовж 1999—2004 років працював науковим співробітником Волинського краєзнавчого музею, у 1999—2000 роках за сумісництвом — вчителем історії та правознавства у Білостоцькій ЗОШ І-ІІ ступеня Луцького району. Від 2005 року — працює у Волинській філії державного підприємства «НДЦ» «Охоронна археологічна служба» Інституту археології НАН України на посаді заступника директора, від 2008 року — на посаді директора.
Від 2007 року за сумісництвом працює на історичному факультеті ВДУ імені Лесі Українки, від 2009 року і донині — старший викладач кафедри документознавства та музейної справи ВНУ імені Лесі Українки. На історичному факультеті читає курси пам'яткознавства, історії містобудування і архітектури, керує археологічною практикою.
Від 2009 до 2016 року директор ДП «Волинські старожитності» ДП "НДЦ «ОАСУ» ІА НАН України, науковий співробітник відділу давніх слов'ян і регіональних досліджень Інституту археології НАН України, за сумісництвом член оргкомітетів регіональних та міжнародних наукових конференцій. Керівник археологічних експедицій на Волині 2008—2016 років.
У 2015-2016 рр. брав участь у пошуку, ексгумації, евакуації та ідентифікації загиблих ЗСУ на сході України в гуманітарній місії "Чорний тюльпан"

## Наукова робота
Один з головних обов'язків команди науковців ДП «Волинські старожитності» це проведення охоронних та рятівних археологічних робіт, історико-археологічна експертиза ділянок до забудови. З цими завданнями Олексій Златогорський керує розкопками у Волинській області та в сусідній Рівненській. В декількох місцевостях, що становлять особливий інтерес для науки, діють багаторічні археологічні експедиції. В цій діяльності він співпрацює (або працював) з відомими вченими: Сергієм Панишко, Михайлом Кучинко, Григорієм Охріменко та іншими.
Археологія Волинського краю є головним, але не єдиним напрямком наукової діяльності Олексія Євгеновича. Крім того його інтереси стосуються галузі джерелознавства, проблем середньовічного книгодрукування та книгописання на Волині, розвитку містобудування, досліджень злочинів тоталітарних режимів, пам'яті про визначних осіб краю, інших питань краєзнавства.
Керівник спільних українсько-польських експедицій на Волині з дослідження подій І та ІІ світових воєн: на городищі у м.Володимирі-Волинському, у Шацьку, Тинному, Костюхнівці, Куклах, Великій Яблуньці, Острівках, Боровичах, Гайках-Ситенських. 
У 2022 році проводив дослідження поховань на колишньому Стрийському цвинтарі у Львові

### Наукові інтереси
Олексія Златогорського цікавлять археологічні культури, творці яких брали участь в етногенезі сучасних слов'янських народів. Є в його доробку праці і щодо розвитку матеріальних аспектів культури (будівництво, ремесло, металургія), і щодо її духовної складової (вірування, відображені в поховальних обрядах).
Історії слов'янства та Київської Русі присвячені археологічні розкопки давніх міст Луцьк, Володимир-Волинський, Любомль, Пересопниця, Рай (нінішній Шацьк), Дубно, Острог, — проведені за участи О. Златогорського, описані ним в публікаціях та книгах: Пам'ятки археології Луцького району Волинської області (співавторство: М. М. Кучинко), Рятівні дослідження у селищі Шацьк на Волині 2009–2010 (співавторство: Сергій Демедюк), Розвідки на території Рівненської області (співавторство: Ю. І. Харковець), Археологічні дослідження в с. Пересопниця (співавторство: М. П. Вашета, В. О. Самолюк) та інших.
В дослідженнях з джерелознавства треба згадати розвідку[недоступне посилання з липня 2019] про Євангеліє з села Кукли, що зберігається в фондах Волинського краєзнавчого музею. Також опубліковане дослідження описів Волині у творах польського письменника і громадського діяча Юзефа Крашевського.

### Резонансні дослідження
Ряд унікальних досліджень в археології Волинського краю проведено ДП «Волинські старожитності» під керівництвом і за активної участі О. Є. Златогорського.

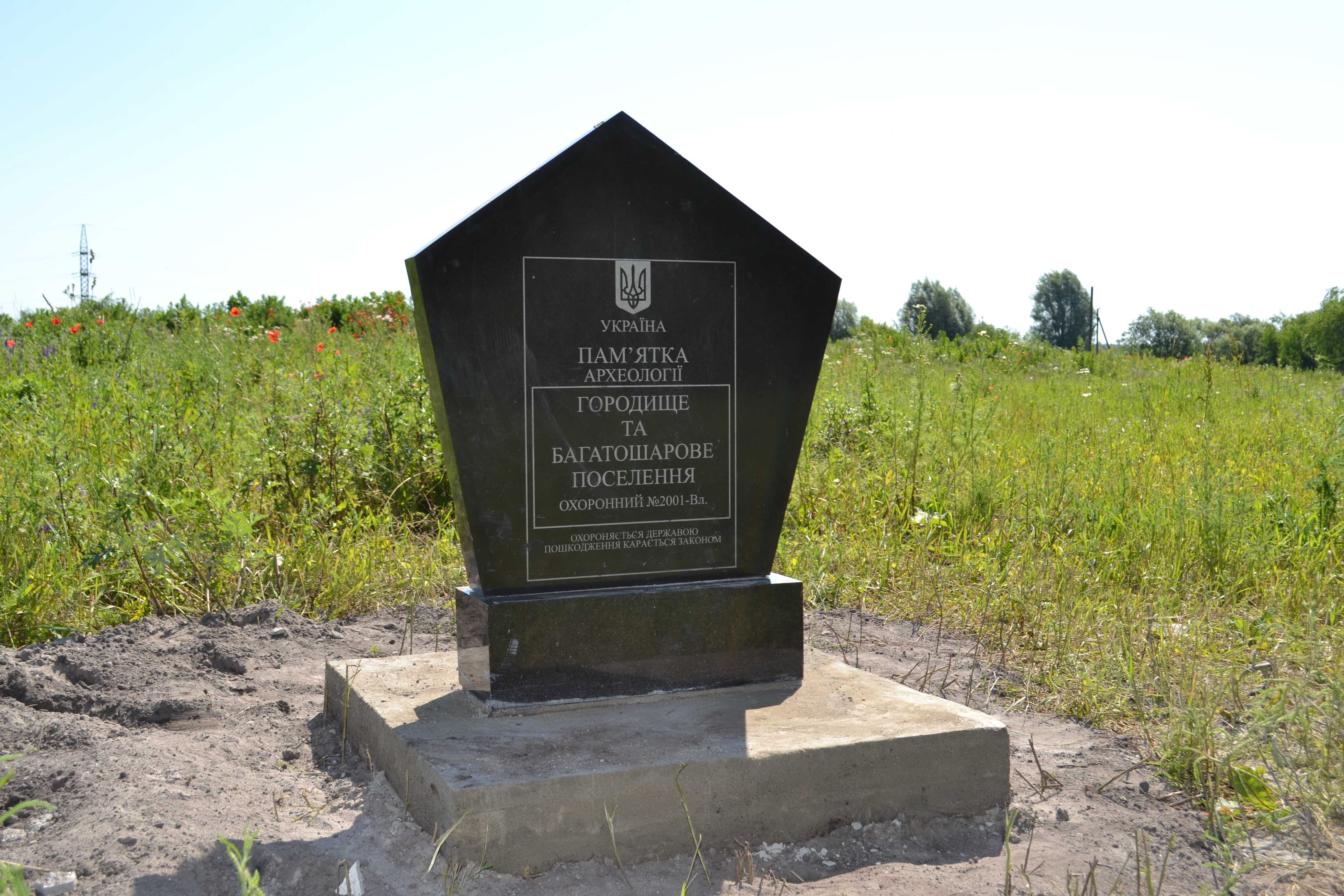

 Давньоруське городище «Рай» в урочищі Сад на околиці сучасного Шацька від 2007 р., коли було виявлене Сергієм Демедюком, знаходиться в центрі уваги Олексія Златогорського. Віднайдення Раю — унікальна подія в сучасній українській археології: містечко, імовірно, певний час було столицею турово-пінських князів, розкопки щороку давали цікавий матеріал (в тому числі: печатки, прикраси, численні вироби з кераміки, скла, рогу, кольорових металів), а в 2011 році під культурним шаром княжої доби було виявлено значно давніше поселення поморської культури (середина VI–IV ст. до н.е). Для вбереження пам'ятки від руйнування (внаслідок господарювання), завдяки зусиллям О.Златогорського та його колег, їй надано охоронний статус.
У Володимирі-Волинському експедиція ДП «Волинські старожитності» досліджує стіну та фундаменти замку Казимира Великого XIV ст.

Інша знахідка пов'язана з новітньою історією: поряд із городищем у 1939—1954 роках знаходилася тюрма НКВС. У «розстрільних» траншеях знайдені рештки сотень людей-жертв тоталітарних режимів. У радянські часи було відомо про знищення німцями на цьому місці п'яти сотень євреїв, однак знахідки свідчать, що більшість жертв — ліквідовані «чекістами» вороги радянської влади. Протягом 1997–2014 рр. знайдено рештки близько 3000 осіб. У 2011 році розкопки проводилися спільною україно-польською групою дослідників (з нашої сторони головував О.Златогорський, Польщу представляв професор Торунського університету імені М. Коперника).
У селі Рованці в урочищі «Гнідавська гірка» зроблено ряд важливих знахідок, датування яких різниться в межах від неоліту до раннього середньовіччя. В цьому багатошаровому поселенні представлені майже всі археологічні культури Волинського краю.

### Громадська діяльність
Олексій Златогорський дбає про збереження та відродження національної пам'яті українців. Крім уже згаданих наукових інтересів, йдеться про порятунок пам'яток (історії, археології, архітектури) від нищення нашими сучасниками, про тверезе й безстороннє вивчення контраверсійних подій минулого.
Посада у ДП «Волинські старожитності» дозволяє втручатися в тих випадках, коли новітня забудова загрожує культурному шару або збереженим давнім спорудам. Найгучніша справа цього кшталту — новобудови в межах «Старого Луцька», що з'являються без проведення визначеної законодавством історико-археологічної експертизи.

## Відзнаки та нагороди
1 березня 2011 р. Олексій Євгенович отримав почесну грамоту Кабінету Міністрів України «За вагомий особистий внесок у збереження та відродження історичної пам'яті та духовності української нації».
У грудні 2017 року нагороджений відзнакою Президента України «За гуманітарну участь в антитерористичній операції».

## Праці
- Златогорський О., Панишко С. Дослідження на Володимир-Волинському городищі у 2010–2012 роках: Джерела і матеріали. — Луцьк: Волинські старожитності, 2013. — 164 с.
- Кучинко М., Кучинко З., Златогорський О. Історія культури Волині давнього та середньовічного часу. — Луцьк: Волинські старожитності, 2013.
- Кучинко М. М., Златогорський О. Є. ;Пам'ятки археології Луцького району Волинської області: навчальний посібник [Архівовано 5 березня 2016 у Wayback Machine.]. — Луцьк: Волинські старожитності, 2010.
- Огнєва О. Д., Златогорський О. Є. Біблія у світовій книжковій спадщині. — Луцьк: Видавництво обласної друкарні, 2005.[4]
- Археологічна спадщина Яна Фітцке / Упор. Г. Охріменко, О. Златогорський, Пер. з польської Г. Охріменко, В. Дмитрук, О. Златогорський. — Луцьк: Волинська обл. друкарня, 2005. — 488 с.[5].
- Пам'ять людська не забуде повік...: Краєзнавчий довідник / Упор. Наконечний В. А., Півницький М. Д., Давидова Г. В., Автори Наконечний В., Приймачук Л., Чемерис О., Ковальова В., О. Златогорський. — Луцьк: Надстир'я, 2006. — 120 с.[6].